# Amphicnemis furcata
Amphicnemis furcata är en trollsländeart som beskrevs av Brauer 1868. Amphicnemis furcata ingår i släktet Amphicnemis och familjen dammflicksländor. Inga underarter finns listade i Catalogue of Life.